# クライスラー・クロスファイア
クロスファイア(CROSSFIRE)は、ダイムラー・クライスラー（現：クライスラー）が製造・販売していた普通乗用車である。

## 概要
2001年、デトロイトオートショーに同名のコンセプトカーが出展された。
2002年、ロサンゼルスオートショーで市販版が展示された。
メルセデス・ベンツ・SLKクラス（R170型）をベースに設計、2003年夏には生産が開始、同年後半に発売された。生産はドイツのカルマン社が担っていた。
エンジンは160kW（218馬力）、310Nm（31.6kgm）を発生する3.2 L V型6気筒（これはベースとなったSLKと同一のもの）が搭載されるが、北米仕様にはV6､3.2 Lにスーパーチャージャーを組み込んだSRT-6というモデルがある。フロントエンジン・リアドライブを採用する。組み合われる変速機は6段MT、もしくはオートスティックと呼ばれるマニュアルモード付5段AT。なお日本仕様車は右ハンドルのATモデルのみとなる。
アルミホイールはフロントが18インチ、リアが19インチと前後で異なるサイズを採用。それに伴いタイヤもフロントが225/40ZR18、リアが255/35ZR19という異径サイズを採用した。サファイアシルバーブルーメタリックとアラバスターホワイトはクーペ専用色。
2004年9月にロードスターを追加。ベースであるSLKは電動開閉式ハードトップであるが、クロスファイアは（同じく電動開閉式ながら）ソフトトップを備える。クローズ状態からオープン状態までにかかる時間は約22秒。クラシックイエローはロードスター専用色。
2008年4月に生産終了。